# São Paulo Challenger 1993
Il São Paulo Challenger 1993 è stato un torneo di tennis facente parte della categoria ATP Challenger Series nell'ambito dell'ATP Challenger Series 1993. Il torneo si è giocato a San Paolo in Brasile dal 19 al 25 aprile 1993 su campi in terra rossa.

## Vincitori

### Singolare
Fernando Meligeni ha battuto in finale  Pablo Escribano con il punteggio di 6–2, 6–1

### Doppio
Mark Knowles /  Richard Schmidt hanno battuto in finale  Juan-Ignacio Garat /  Andrej Merinov con il punteggio di 6–4, 6–4